# Adrianus Theodorus Johannes van Gestel
Adrianus Theodorus Johannes van Gestel (Woensel, 18 januari 1916 - Breda, 10 september 1944) was een Nederlandse verzetsstrijder tijdens de Tweede Wereldoorlog.
Van Gestel was wachtmeester der Marechaussee in de Brigade Baarle-Nassau. Hij zat in het verzet en hielp samen met zijn collega Gradus Antonius Gerritsen vluchtelingen en geallieerde piloten de grens over. 
Hij werd opgepakt door de Duitsers en overgebracht naar het voormalig grootseminarie te Haaren. Daar zat hij op de eerste verdieping, aan de binnenkant in cel 152, samen met M.A. v.d. Laar, Maas en Schamper. Op 10 september 1944 werd hij op de Galderse Heide (de "Schiethel") te Breda gefusilleerd.
Na de oorlog ontving hij postuum het Verzetsherdenkingskruis en van de Amerikaanse Regering te Utrecht op 12 maart 1947 de Medal of Freedom.